# 헥토르를 애도하는 안드로마케
《헥토르를 애도하는 안드로마케》(프랑스어: La Douleur d'Andromaque)는 프랑스 신고전주의 예술가 자크루이 다비드가 1783년에 그린 유화이다. 이 그림은 호메로스의 《일리아스》에서 따온 것으로, 아킬레우스에게 살해된 남편 헥토르를 애도하는 안드로마케가 아들 아스티아낙스에게 위로받는 모습을 묘사했다. 1783년 8월 23일에 발표된 이 그림으로 인해 다비드는 1784년 왕립 회화 조각 아카데미의 회원으로 선출되었다.